# Isbrytaren Mjølner (Danmark)
Ej att förväxla med den norska Isbrytaren Mjølner (Norge)
Mjølner levererades 1890 från Helsingør Skibsværft og Maskinbyggeri i Helsingør till Statsbanerne (DSB).
Mjølner konstruerades av Fr. Ortman, som var chef för konstruktionsavdelningen på Orlogsværftet i Köpenhamn. Hon var länge stationerad i Helsingør. Hon moderniserades 1943 och skrotades 1958.
Mjølner flydde tillsammans med isbrytaren Holger Danske under andra världskriget till Helsingborg den 18 september 1944. De båda fartygen var eskorterade av en tysk minsvepare och var på väg norrut i Öresund. De passerade sydväst om Helsingborg en färja, som signalerade åt dem att vika ur kurs, varvid de passade  på att gira åt det svenska hållet. Tyskarna märkte inte omedelbart manövern och en svensk vedettbåt mötte de danska fartygen på svenskt territorialvatten. Hon blev admiralsfartyg för danska brigaden 5 maj 1945.